# Schlüsselbüchse

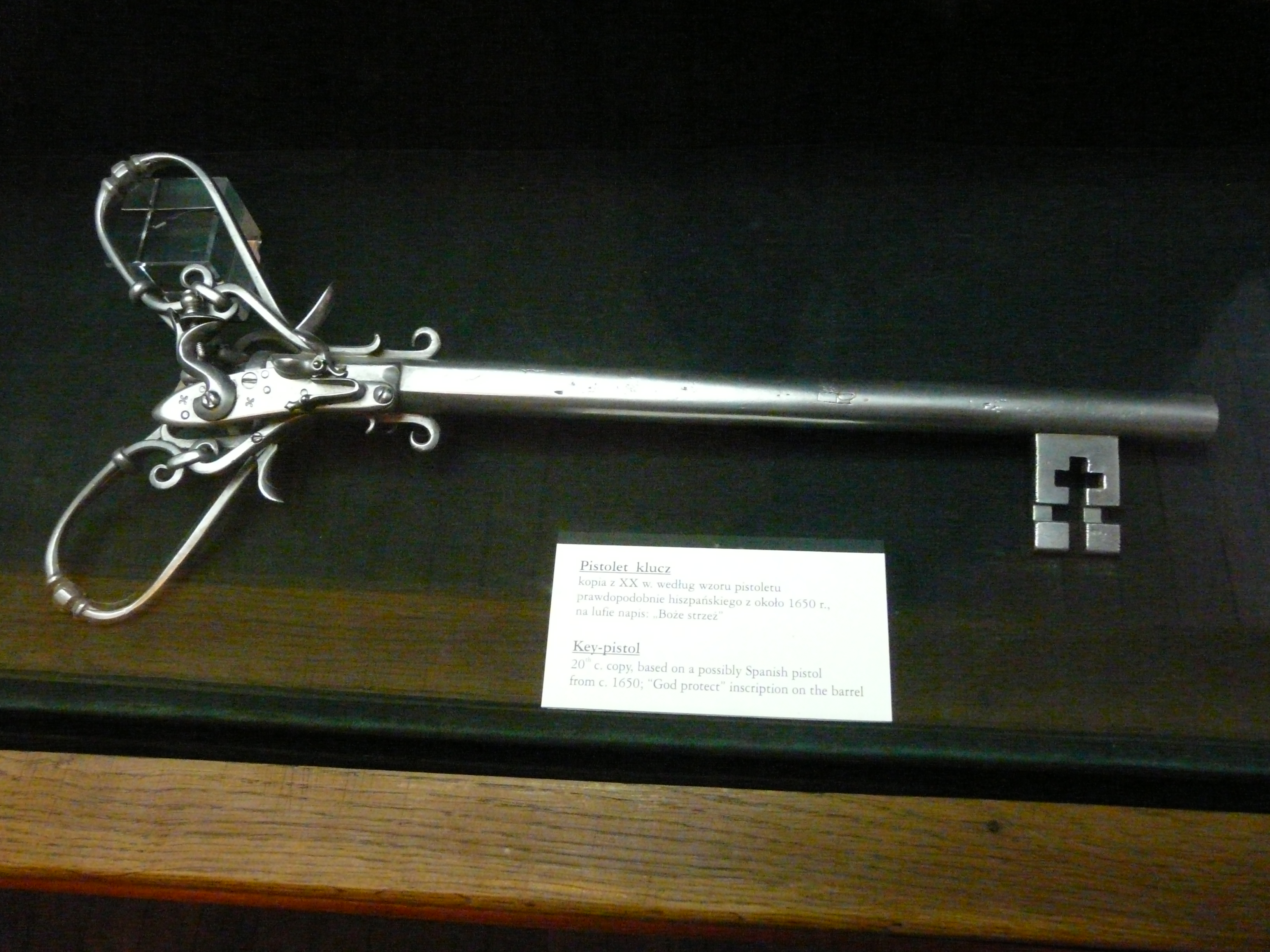
Kopie einer aufwändig gestalteten spanischen Steinschlossbüchse in Schlüsselform aus der Zeit um 1650

Eine Schlüsselbüchse ist improvisiertes Schreckschuss- oder Böllerschießgerät, das aus einem Schlüssel als Schussgerät, einer explosiven Ladung und einer Verdämmung besteht. Schlüsselbüchsen waren bis in die zweite Hälfte des 20. Jahrhunderts ein unter Jugendlichen und Erwachsenen verbreitetes Spielzeug. Neben diesen improvisierten Geräten gab es auch teils aufwändig konstruierte Pistolen in Schlüsselform, Schlüsselpistolen oder Schießschlüssel, mit denen ihre Eigenschaft als Waffe zu verschleiert wurde, oder bei denen die Schlüsselform ein rein dekoratives Element war.

## Bauweisen
Schlüsselbüchsen entsprechen den technischen Prinzipien der Vorderlader. Sie wurden aus einfachen Bartschlüsseln mit hohlgebohrtem Schaft gefertigt, deren Bärte in vielen Fällen vom Schaft abgetrennt wurden. Grundsätzlich gibt es zwei unterschiedliche Systeme: mit oder ohne Zündloch.
- Die Rohre der Schlüsselbüchsen ohne Zündloch wurden meist mit abgekratzten Beschichtungen von Reibungsstreichhölzern, den Vorläufern der Sicherheitsstreichhölzer, geladen. Deren Beschichtung war durch Reibung oder Schlag entzündbar. Anschließend wurde darauf ein stumpfer Nagel in das Rohr geklemmt. Zum Abfeuern wurde der Schlüssel an einem Band, oder auch lose mit dem Nagel voran, auf den Boden geschleudert. Das Aufschlagen des Nagels auf die schlagempfindliche Ladung löste deren Detonation aus, die den Nagel mit einem lauten Knall aus dem Rohr schleuderte.[1]

- Bei Schlüsselbüchsen mit Zündloch wurde am Ende des Rohres ein Zündloch in den Schaft des Schlüssels gebohrt oder gefeilt. Das Rohr wurde mit Schießpulver oder anderen explosiven Stoffen gefüllt und mit einem Holzstückchen oder Papier verdämmt. Anschließend wurde die Ladung durch das Zündloch mit einer offenen Flamme, beispielsweise einem Streichholz, gezündet und der Schuss brach mit einem lauten Knall los.[1]

## Historische Erwähnungen
Relativ zahlreich sind Erwähnungen in historischen Tagebüchern, Stadtchroniken oder Gerichtsakten über Brände durch Schüsse aus Schlüsselbüchsen, die von Kindern abgefeuert wurden. So sollen beispielsweise die Brände in Königsberg von 1550, Freiberg 1587, Kolberg 1591 und 1600 in Arnsberg durch Schüsse von Kindern ausgelöst worden sein. Ebenso verhielt es sich bei den Bränden der Kirche von Putzar 1636, etwa 200 Häusern in Ohrdruf 1661, einem Wohnhaus in Harsewinkel, das 1716 beim Osterschießen nach einem Schuss aus einer Schlüsselbüchse in Brand geriet. Weitere Nachweise stammen unter anderen aus Dobra 1750 und Unterstraubing 1832. In Folge des großen Brandes von Ulrichstein 1763, der von einem Jungen ausgelöst wurde, der mit  seinen Schüssen Tauben erschrecken wollte, verarmte die Stadt über einen langen Zeitraum. Diese Ereignisse veranlassten viele Stadträte Brandschutzverordnungen zum Schutze der Allgemeinheit zu erlassen, die das Hantieren mit Schlüsselbüchsen regulierten und mit harten Geld- oder Freiheitsstrafen belegten.
1599 verkündender Rat der Stadt Münster 1599, dass böse Kinder, die mit Schlüsselbüchsen (mittelniederdeutsch: schlosselbuchsen) geschossen haben schwer bestraft werden. Ähnliche Verordnungen erließen die Stadträte um 1580 und 1608 von Wismar und in Flensburg nahm der Rat am 6. Oktober 1745 sogar Hausbesitzer für ihre Mitbewohner und Bediensteten in die Prlicht. In einer Verordnung aus dem Jahr 1667 sah sich der Hamburger Stadtrat wiederholt genötigt, das Abfeuern von Schlüsselbüchsen, Pistolen und Gewehren durch Stadtwachen nach Dienstschluss zu verbieten, ein ähnliches Verbot erließ der Meininger Stadtrat am 2. August 1791.
Ab dem 19. Jahrhundert wurden dagegen zunehmend Verordnungen zum Eigenschutz von Personen erlassen, nachdem es zu aufsehenerregenden schweren bis tödlichen Unfällen beim Schießen mit Schlüsselbüchsen gekommen war.

## Sicherheit
Das Laden und Abfeuern von Schlüsselbüchsen birgt unkalkulierbare Risiken in sich und kann zu schweren bis tödlichen Verletzungen führen. Es ist in Deutschland, wie in vielen anderen Ländern, allgemein waffen- bzw. sprengstoffrechtlich verboten.